# Between the Buttons
Between the Buttons – piąty w Wielkiej Brytanii i siódmy w Stanach Zjednoczonych album angielskiej grupy rockowej The Rolling Stones.
W 2003 amerykańskie wydanie albumu zostało sklasyfikowane na 355. miejscu listy 500 albumów wszech czasów dwutygodnika „Rolling Stone”.

## Lista utworów

### wydanie brytyjskie
| 1.  | „Yesterday's Papers”                 | 2:04  |
|     |                                      |       |
| 2.  | „My Obsession”                       | 3:17  |
|     |                                      |       |
| 3.  | „Back Street Girl”                   | 3:27  |
|     |                                      |       |
| 4.  | „Connection”                         | 2:08  |
|     |                                      |       |
| 5.  | „She Smiled Sweetly”                 | 2:44  |
|     |                                      |       |
| 6.  | „Cool, Calm and Collected”           | 4:17  |
|     |                                      |       |
| 7.  | „All Sold Out”                       | 2:17  |
|     |                                      |       |
| 8.  | „Please Go Home”                     | 3:17  |
|     |                                      |       |
| 9.  | „Who's Been Sleeping Here?”          | 3:55  |
|     |                                      |       |
| 10. | „Complicated”                        | 3:15  |
|     |                                      |       |
| 11. | „Miss Amanda Jones”                  | 2:47  |
|     |                                      |       |
| 12. | „Something Happened to Me Yesterday” | 4:55  |
|     |                                      |       |
|     |                                      | 38:23 |
|     |                                      |       |

### wydanie amerykańskie
| 1.  | „Let's Spend the Night Together”     | 3:36  |
|     |                                      |       |
| 2.  | „Yesterday's Papers”                 | 2:04  |
|     |                                      |       |
| 3.  | „Ruby Tuesday”                       | 3:17  |
|     |                                      |       |
| 4.  | „Connection”                         | 2:08  |
|     |                                      |       |
| 5.  | „She Smiled Sweetly”                 | 2:44  |
|     |                                      |       |
| 6.  | „Cool, Calm and Collected”           | 4:17  |
|     |                                      |       |
| 7.  | „All Sold Out”                       | 2:17  |
|     |                                      |       |
| 8.  | „My Obsession”                       | 3:17  |
|     |                                      |       |
| 9.  | „Who's Been Sleeping Here?”          | 3:55  |
|     |                                      |       |
| 10. | „Complicated”                        | 3:15  |
|     |                                      |       |
| 11. | „Miss Amanda Jones”                  | 2:47  |
|     |                                      |       |
| 12. | „Something Happened to Me Yesterday” | 4:55  |
|     |                                      |       |
|     |                                      | 38:32 |
|     |                                      |       |

## Muzycy
- Mick Jagger – wokal, perkusja, harmonijka
- Keith Richards – gitara, wokal, gitara basowa, pianino, organy,
- Brian Jones – pianino, organy, akordeon, marimba, wiolonczela, flet, sitar, harmonijka, bandżo, perkusja, kazoo, saksofon, róg, trąbka
- Charlie Watts – perkusja
- Bill Wyman – gitara basowa, perkusja
- Nicky Hopkins – pianino
- Jack Nitzsche – pianino, klawesyn, perkusja
- Ian Stewart – pianino, organy

## Listy przebojów

### Album
| Rok  | Lista                | Pozycja |
| ---- | -------------------- | ------- |
| 1967 | UK Albums Chart      | 3       |
| 1967 | Billboard Pop Albums | 2       |
| 1968 | Billboard Pop Albums | 178     |

### Single
| Rok  | Single                           | Lista                 | Pozycja |
| ---- | -------------------------------- | --------------------- | ------- |
| 1967 | „Let's Spend the Night Together” | UK Top 50 Singles     | 3       |
| 1967 | „Let's Spend the Night Together” | The Billboard Hot 100 | 55      |
| 1967 | „Ruby Tuesday”                   | The Billboard Hot 100 | 1       |

## Certyfikaty i sprzedaż
| Kraj                     | Certyfikat  | Sprzedaż |
| ------------------------ | ----------- | -------- |
| Stany Zjednoczone (RIAA) | złota płyta | 500 000+ |